# Ronja Savolainen
Ronja Savolainen, född 29 november 1997 i Helsingfors, är en finlandssvensk ishockeyspelare. Hon har spelat för Luleå HF/MSSK i Svenska damhockeyligan sedan år 2016. Savolainen är finländsk mästare 2015, svensk mästare 2018 och 2019, OS-medaljör och trefaldig VM-medaljör.

## Biografi
Ronja Savolainens intresse för ishockey vaknade i tidig ålder då hon gick på HIFK:s matcher med sin pappa. Hon började spela ishockey redan som 6–7-åring i ett pojklag och träna på allvar i 14-årsåldern.
Savolainen spelade först som anfallare, men bytte till back under säsongen 2014-2015.  I dag är hon en av världens bästa backar. Hon tog sin första VM-medalj som 17-åring år 2015 och brons i OS i Pyeongchang 2018.
Savolainen har spelat för  Luleå HF/MSSK i Svenska damhockeyligan sedan år 2016 och vann svenska mästerskapet år 2018 och 2019. I Finland har hon spelat i Damligan i ishockey för KJT 2013–2014 och Esbo Blues 2014–2016. År 2015 vann laget damligan. I den lägre divisionen spelade hon för Lohjan Kisa-Veikot 2012-2013 och som yngre för Itä-Helsingin Kiekko och East Hockey Club.
Svenska Yle rankade Ronja Savolainen som en av Svenskfinlands 50 största idrottshjältar år 2020.